# Шушканова, Людмила Николаевна
Людмила Николаевна Шушканова (1926—2008) — советский скульптор и художник  декоративного искусства,  академик РАХ (2001; член-корреспондент с 1995). Член СХ СССР (1960). Лауреат Государственной премии Российской Федерации в области литературы и искусства (1995). Заслуженный художник РСФСР (1971). Народный художник РСФСР (1984).

## Биография
Родилась 26 марта 1926 года в городе Владимир.
С 1945 по 1951 годы обучалась в Московском высшем художественно-промышленном училище.
С 1951 по 1952 годы работала в качестве скульптора в Специальном архитектурно-конструкторском бюро Мосгорисполкома. С 1952 по 1961 годы — старший художник - научный сотрудник Московского НИИ художественной промышленности.
В 1995 году Л. Н. Шушканова была избрана член-корреспондентом, с 2001 года — действительным членом РАХ. С 1960 года Л. Н. Шушканова является членом Союза художников СССР. В 1971 году Л. Н. Шушкановой было присвоено почётное звание — Заслуженный художник РСФСР, в 1984 году — Народный художник РСФСР.
Л. Н. Шушканова одна из ведущих художников современного отечественного стеклоделия. Л. Н. Шушкановой и Д. Н. Шушканову принадлежит открытие авторской живописной стекольной техники.
Работы Л. Н. Шушкановой находятся в художественных музеях в России и за рубежом.
Среди известных работ Л. Н. Шушкановой: скульптура малых форм — «Танцующая» (чугун, массовое производство, г. Касли), анималистическая скульптура (фарфор, «Завод худ. Керамики», г. Гжель), «Рыбак с осетром», «Кони», «Охотник с нерпой» (все три — моржовая кость, резьба, серийное производство, г. Тобольск, 1954—1959). С 1958 работает в соавторстве с Д. Н. Шушкановым: фигурные шахматы «Садко» (мамонтовая кость, доска-капокорень красное дерево, резьба, керамика, шамот, соли металлов, эмали, 1958), серия анималистических скульптур (1960—1961), декоративные вазы-чаши, кувшины, декоративные штофы (1962), декоративная скульптура «Як» (1962), сервиз «Хлебосольный» (стекло, дерево, 1966). Декоративные произведения из цветного стекла, серия декоративных ваз «Земля и космос» (1971—1973); «Зимняя сюита» (1973), кувшин «Жемчужный» (1983) «Малахитовая фантазия» (1985), «Космос» (1990), «Ветвь Победы» (1992), «Подводный мир» (1993); также ансамбли : «Флаги России», «Дыхание Земли», «Вдохновение» (все — 1982), «Мир» (1983—1985) (гутное стекло, живописная техника — «шушкановское стекло», дерево); композиции «Седой Урал», «Пламя» (посвящается павшим за Родину в Великой Отечественной войне) (обе — 1975), «Строителям БАМа посвящается» (1983), «Русь Есенинская» (1989).
В 1995 году «за декоративные произведения из цветного стекла» Л. Н. Шушканова была удостоена — Государственной премии Российской Федерации в области литературы и искусства.
Супруг — академик АХ СССР Дмитрий Николаевич Шушканов (1923—2002).
Умерла 29 июня 2008 года в городе Москве.

## Основные работы
- 1958 год — «Танцующая»
- 1958 год — «Рыбак с осетром»
- 1958 год — «Кони»
- 1958 год — «Охотник с нерпой»
- 1958 год — «Садко»
- 1962 год — «Як»
- 1966 год — сервиз «Хлебосольный»
- 1971—1973 год —  «Земля и космос»
- 1973 год — «Зимняя сюита»
- 1975 год — «Седой Урал»,
- 1975 год — «Пламя» (посвящается павшим за Родину в Великой Отечественной войне)
- 1982 год — «Флаги России», «Дыхание Земли», «Вдохновение»
- 1983 год — кувшин «Жемчужный»
- 1983—1985 год — «Мир»
- 1983 год — «Строителям БАМа посвящается»
- 1985 год — «Малахитовая фантазия»
- 1990 год — «Космос»
- 1992 год — «Ветвь Победы»
- 1993 год — «Подводный мир»
- 1989 год — «Русь Есенинская»

## Награды

### Звания
- Народный художник РСФСР (1984)
- Заслуженный художник РСФСР (1971)

### Премии
- Государственная премия Российской Федерации в области литературы и искусства (1995 — «за декоративные произведения из цветного стекла»)

### Прочие награды
- Серебряная медаль АХ СССР (1967)
- Золотая медаль Всемирной выставки в Брюсселе (1958)
- Две Почётные грамоты Президиума Верховного Совета РСФСР (1976, 1977)
- Почётный диплом III Международной Академии керамики, г. Прага (1962)
- Почётный диплом IV Международной Академии керамики, г. Женева (1965)
- Вторая премия квадриеннале прикладного искусства в г. Эрфурте (1974)